# Алісон ван Ейтванк
Алісон ван Ейтванк (нід. Alison Van Uytvanck, 26 березня 1994) — бельгійська тенісистка.
Найвище досягнення ван Ейтванк у турнірах Великого шолома — вихід до чвертьфіналу Відкритого чемпіонату Франції 2015 року.
У 2013 вона виграла відкритий чемпіонат Тайваню, що є турніром WTA 125.
Свій перший титул WTA Ван Ейтванк виграла на Tournoi de Québec 2017 року.
Перебуває у стосунках з тенісисткою Грет Міннен.

## Історія виступів в одиночному розряді
| Турніри Великого шолома       |     |     |     |     |     |     |      |       |
| Australian Open               | A   | 1к  | 1к  | 1к  | A   | 1к  | A    | 0–4   |
| French Open                   | A   | 1к  | ЧФ  | A   | 2к  | 2к  |      | 6–4   |
| Wimbledon                     | К2  | 2к  | 1к  | 1к  | 1к  | 4к  |      | 4–5   |
| US Open                       | К3  | 1к  | 1к  | 1к  | 1к  | 1к  |      | 0–5   |
| Виграші–програші              | 0–0 | 1–4 | 4–4 | 0–3 | 1–3 | 4–4 |      | 10–18 |
| Premier Mandatory & Premier 5 |     |     |     |     |     |     |      |       |
| Qatar / Dubai[1]              | A   | A   | A   | A   | A   | A   | 0–0  |       |
| Indian Wells Open             | A   | 1к  | 2к  | 1к  | К1  | 1к  | 1–4  |       |
| Miami Open                    | A   | К1  | 2к  | 1к  | К2  | 2к  | 2–3  |       |
| Madrid Open                   | A   | К1  | A   | A   | A   | 1к  | 0–1  |       |
| Italian Open                  | A   | A   | A   | A   | A   | 2к  | 1–1  |       |
| Canadian Open                 | A   | A   | 1к  | A   | К2  | 2к  | 1–2  |       |
| Cincinnati Open               | A   | К1  | A   | К1  | К1  | К1  | 0–0  |       |
| Pan Pacific / Wuhan[2]        | A   | 1к  | A   | A   | A   | A   | 0–0  |       |
| China Open                    | A   | К2  | 2к  | A   | A   | 1к  | 1–2  |       |
| Виграші–програші              | 0–0 | 0–1 | 3–4 | 0–2 | 0–0 | 3–6 | 6–13 |       |
| Статистика                    |     |     |     |     |     |     |      |       |
| Рейтинг на кінець року        | 129 | 80  | 42  | 124 | 75  |     |      |       |

## Фінали турнірів WTA

### Одиночний розряд: 3 титули
| Результат | №   | Дата           | Турнір                                        | Поверхня       | Супротивниця        | Рахунок       |
| --------- | --- | -------------- | --------------------------------------------- | -------------- | ------------------- | ------------- |
| Перемога  | 1.  | 17 жовтня 2017 | Tournoi de Québec, Квебек, Канада             | килим (у залі) | Тімеа Бабош         | 5–7, 6–4, 6–1 |
| Перемога  | 2.  | 25 лютого 2018 | Hungarian Ladies Open, Будапешт, Угорщина     | Хард (у залі)  | Домініка Цибулькова | 6–3, 3–6, 7–5 |
| Перемога  | 3–0 | Лют 2019       | Hungarian Ladies Open, Будапешт, Угорщина (2) | Хард (у залі)  | Маркета Вондроушова | 1–6, 7–5, 6–2 |

### Парний розряд: 2 (1 титул)
| Результат | №   | Дата           | Турнір                            | Поверхня      | Партнерка      | Супротивниці                                   | Рахунок          |
| --------- | --- | -------------- | --------------------------------- | ------------- | -------------- | ---------------------------------------------- | ---------------- |
| Поразка   | 1.  | 15 лютого 2015 | Diamond Games, Антверпен, Бельгія | Хард (у залі) | Ан-Софі Местах | Анабель Медіна Ґарріґес Арантча Парра Сантонха | 4–6, 6–3, [5–10] |
| Перемога  | 1–1 | Жов 2018       | Luxembourg Open, Люксембург       | Хард (i)      | Грет Міннен    | Віра Лапко Менді Мінелла                       | 7–6(7–3), 6–2    |

## Виноски
1. ↑  http://alisonvanuytvanck.be/biografie/
2. ↑   Фламандська вимова прізвища дещо відрізняється від нідерландської. Судячи з Forvo, найближче до оригіналу його відтворення: Елісон фан Ейтфанк.
3. ↑  WTA love match: Alison Van Uytvanck and Greet Minnen. Women's Tennis Blog. Архів оригіналу за 6 липня 2018. Процитовано 6 липня 2018.
4. ↑  Fitzgerald, Madeline (5 липня 2019). Lesbian Couple Makes History Playing Together at Wimbledon. Time (англ.). Архів оригіналу за 8 липня 2019. Процитовано 16 липня 2019.